# Total separierter Raum
Total separierte Räume werden im mathematischen Teilgebiet der Topologie untersucht. In einem unzusammenhängenden topologischen Raum gibt es mindestens eine nicht-leere und vom Gesamtraum verschiedene offen-abgeschlossene Menge, in total separierten Räumen gibt es sehr viele davon.

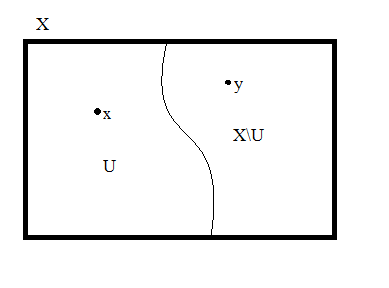
U ist offen-abgeschlossen, enthält x aber nicht y.

## Definition
Ein topologischer Raum {\displaystyle X} heißt total separiert, falls es zu je zwei verschiedenen Punkten {\displaystyle x\not =y} aus {\displaystyle X} eine offen-abgeschlossene Menge {\displaystyle U\subset X} gibt mit {\displaystyle x\in U} und {\displaystyle y\notin U}.
Beachte, dass die Definition symmetrisch bzgl. {\displaystyle x} und {\displaystyle y} ist, denn mit {\displaystyle U} ist ja auch {\displaystyle X\setminus U} offen-abgeschlossen.

## Beispiele
- Diskrete Räume sind total separiert. Allgemein hat man für Hausdorffräume folgende Beziehungen, die weitere Beispiele liefern:

Diskret  {\displaystyle \Rightarrow }  extremal unzusammenhängend  {\displaystyle \Rightarrow }  total separiert  {\displaystyle \Rightarrow }  total unzusammenhängend.
- Der punktierte Knaster-Kuratowski-Fan ist total unzusammenhängend aber nicht total separiert.
- Nulldimensionale T0-Räume sind total separiert.[1] Nulldimensionale Räume passen nicht in obige Reihe, da es extremal unzusammenhängende Hausdorffräume gibt, die nicht nulldimensional sind.[2] Dies zeigt gleichzeitig, dass aus der totalen Separiertheit auch im Falle von Hausdorffräumen nicht deren Nulldimensionalität folgt, wie auch das folgende Beispiel zeigt:
- Auf der Menge {\displaystyle \mathbb {R} {\setminus }\mathbb {Q} } der irrationalen Zahlen sei eine Menge {\displaystyle U\subseteq \mathbb {R} {\setminus }\mathbb {Q} } offen genau dann, wenn es für alle {\displaystyle x\in U} ein {\displaystyle \delta >0} gibt, so dass aus {\displaystyle y\in {\sqrt {2}}\cdot \mathbb {Q} } und  {\displaystyle |x-y|<\delta } folgt, dass {\displaystyle y\in U} gilt. Das definiert eine Topologie auf {\displaystyle \mathbb {R} {\setminus }\mathbb {Q} }, die total separiert aber nicht nulldimensional ist.[3]

## Eigenschaften
- Unterräume total separierter Räume sind wieder total separiert.
- Produkte total separierter Räume sind wieder total separiert.
- Jeder total separierte Raum ist hausdorffsch, denn die definierende Eigenschaft liefert für je zwei Punkte trennende offene Umgebungen.[4]
- Ein lokalkompakter Hausdorffraum ist genau dann total separiert, wenn er total unzusammenhängend ist.[5]